# 士兵的父親
《士兵的父親》（又譯《士兵之父》、《一個士兵的父親》），是一部在1964年上映的蘇聯格魯吉亞黑白電影，由列瓦茲·奇赫伊澤執導，講述一名格魯吉亞老人到前線尋子、自己其後也加入部隊的故事。

## 劇情
第二次世界大戰苏德战争期間，來自蘇聯格魯吉亞的年邁葡萄種植者格奧爾吉·馬哈拉什維利（謝爾戈·扎卡里阿澤飾）離開村莊，遠赴前線，尋找受傷的軍人兒子。在尋子過程中，馬哈拉什維利目睹了戰爭帶來的暴力和驚恐，令這名完全不喜歡戰爭的老人決定加入蘇聯紅軍，跟隨部隊一路上柏林，與納粹德國作戰。但是，馬哈拉什維利一向務農為生，其行為舉止與其他士兵不同，又忽略戰爭的實際情況；例如，他曾因蘇軍坦克車快要夷平一座葡萄園而感到激憤，並出手阻止。最終，馬哈拉什維利找到了垂死的兒子，他默默把兒子擁在懷裡。

## 反響
被視為反戰電影的《士兵的父親》取得了巨大成功，並成為票房大熱，在1964年共售出了2,380萬張電影門票，被認為是1965年最傑出的蘇聯電影、以及其中一部歷來最偉大的格魯吉亞電影。此電影分別在科克電影節、三藩市國際電影節、塞薩洛尼基國際電影節等電影節獲獎，而飾演馬哈拉什維利的演員扎卡里阿澤亦在第4屆莫斯科國際電影節贏得最佳男演員獎。
扎卡里阿澤的演出在蘇聯國內大受讚賞，亦獲得東德媒體的正面評價，當地有不少報導把他視為藝術和人類偉大的理想範例。
《北德最新消息》讚揚扎卡里阿澤充滿創意和想像力，且不會藉迎合大眾口味來搏取好感；《新德意志報》亦形容，扎卡里阿澤飾演的主角馬哈拉什維利是一名「非英雄主義的英雄」。
雖然《士兵的父親》獲得普遍的正面評價，但此電影的風格經常被批評為拘泥傳統。美國《紐約時報》電影評論員霍華德·湯普森批評此電影的高潮造作而太可預測，但對馬哈拉什維利阻止坦克車夷平葡萄園、把垂死的兒子擁在懷裏這兩個場景持正面評價。

## 後續
2012年，有好萊塢製片廠為原是黑白電影的《士兵的父親》製作彩色版本；執導此電影的列瓦茲·奇赫伊澤起初不認同這個做法，認為這樣會令電影失去它原有的美麗，但在觀看多個轉為彩色的鏡頭後回心轉意。電影的彩色版本於翌年5月在俄羅斯電視頻道第一頻道上首次放映。
2014年，格魯吉亞國家劇場、音樂、電影和編舞博物館在當地文化部門支持下舉辦《士兵的父親》上映50周年紀念活動，並把導演奇赫伊澤的手印和簽名加到博物館的「不朽人物拱門」中。

### 引用
1. 1 2  Menashe 2014，第94頁.
2. 1 2 3  Karl & Skopal 2015，第368頁.
3. 1 2 3  Karl & Skopal 2015，第369頁.
4. 1 2 3  Thompson 1966.
5. 1 2 3  Chania 2014.
6. ↑  First 2008，第278頁.
7. 1 2 3  Ruhadze 2013.
8. 1 2  Karl & Skopal 2015，第368–369頁.

### 文獻

#### 書籍
- Karl, Lars; Skopal, Pavel. . Berghahn Books. 2015. ISBN 9781782389972.
- Menashe, Louis. . New Academia Publishing, LLC. 2014. ISBN 9780984583225.

#### 論文
- First, Joshua J.  (PDF) (Ph.D. (History)论文). University of Michigan. 2008  [2016-11-17]. （原始内容存档 (PDF)于2016-11-17）.

#### 新聞
- Chania, Nino. . Georgian Journal. 2014  [2016-11-17]. （原始内容存档于2016-11-17）.
- Ruhadze, Nugzar B. . Georgian Journal. 2013  [2016-11-18]. （原始内容存档于2016-11-18）.
- Thompson, Howard. . The New York Times. 1966  [2016-11-17]. （原始内容存档于2015-05-04）.

## 外部連結
- 互联网电影数据库（IMDb）上《士兵的父親》的资料（英文）
- 爛番茄上《士兵的父親》的資料（英文）
- 豆瓣电影上《士兵的父親》的資料 （简体中文）
- YouTube上的《士兵的父親》電影片段
- YouTube上的《士兵的父親》的彩色版本